# واريزان
واريزان مدينة وبلدية تابعة إقليميا إلى دائرة وادي ارهيو ولاية غليزان الجزائرية.

## معرض صور

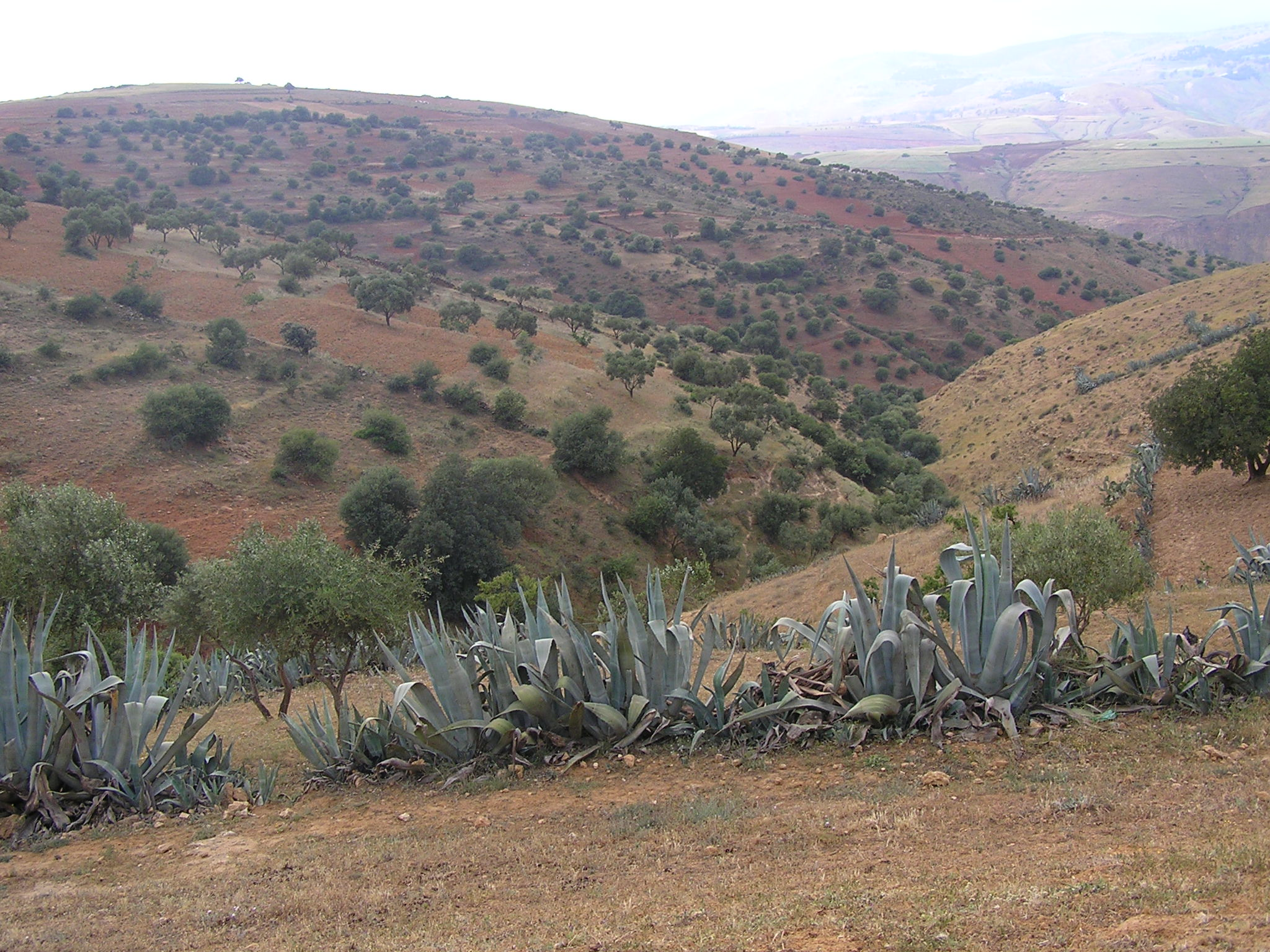
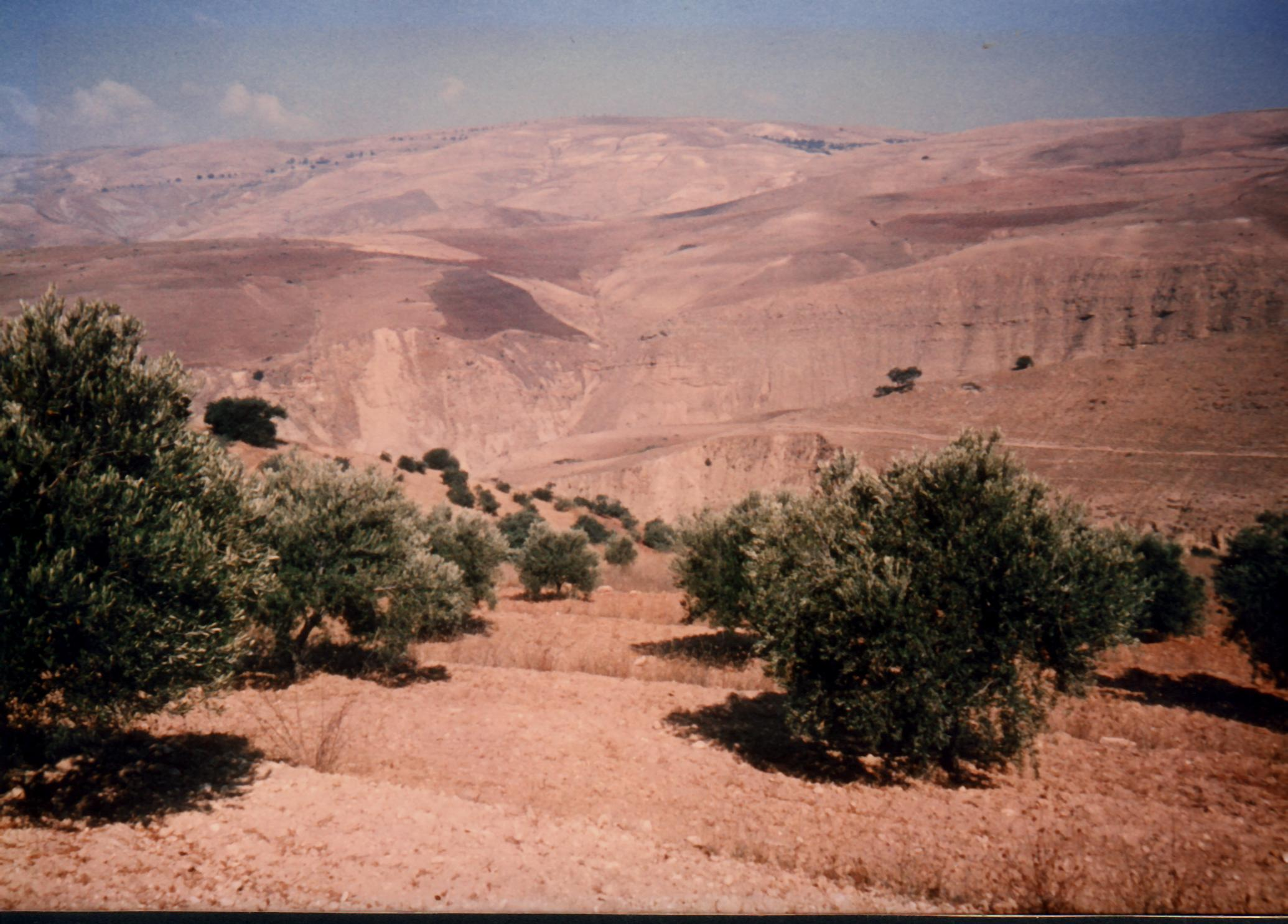
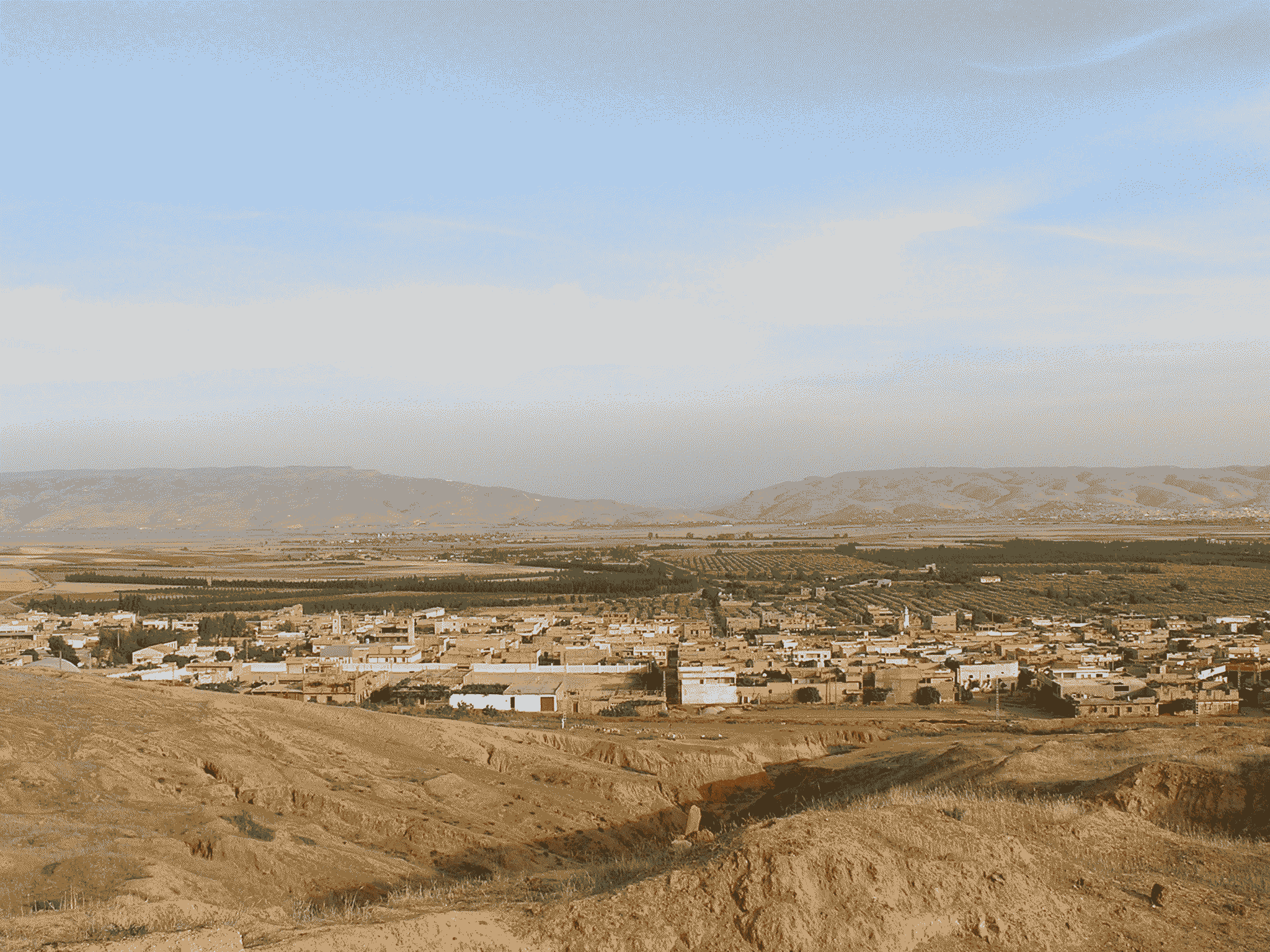
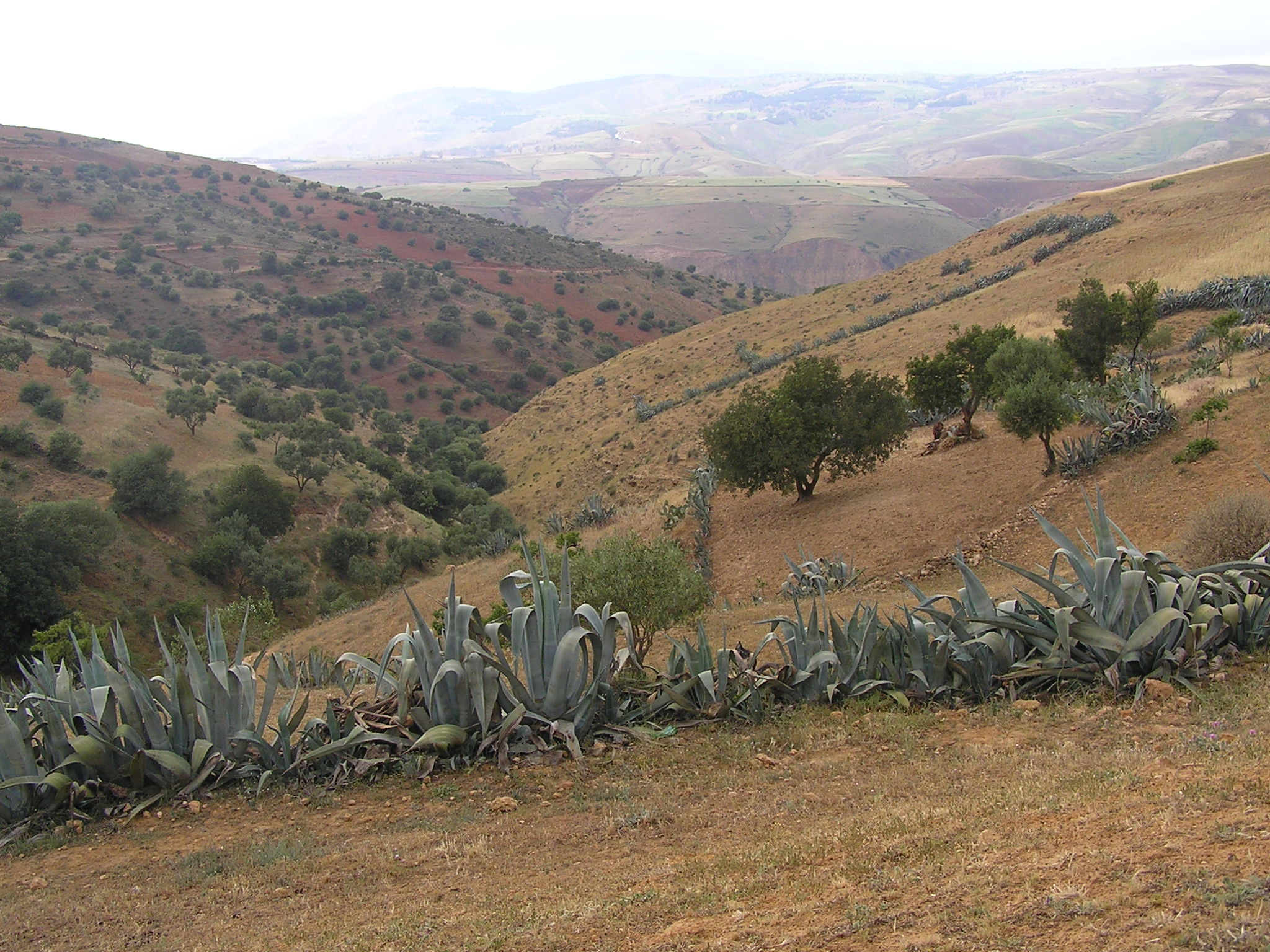

## وصلات أخرى

### وصلات داخلية
- ولاية غليزان
- دائرة وادي ارهيو

### وصلات خارجية
- خارطة دقيقة.

1. ↑  GeoNames (بالإنجليزية), 2005, QID:Q830106
2. ↑  "معلومات عن واريزان على موقع geonames.org". geonames.org. مؤرشف من الأصل في 2019-12-16.